# Cucina lituana

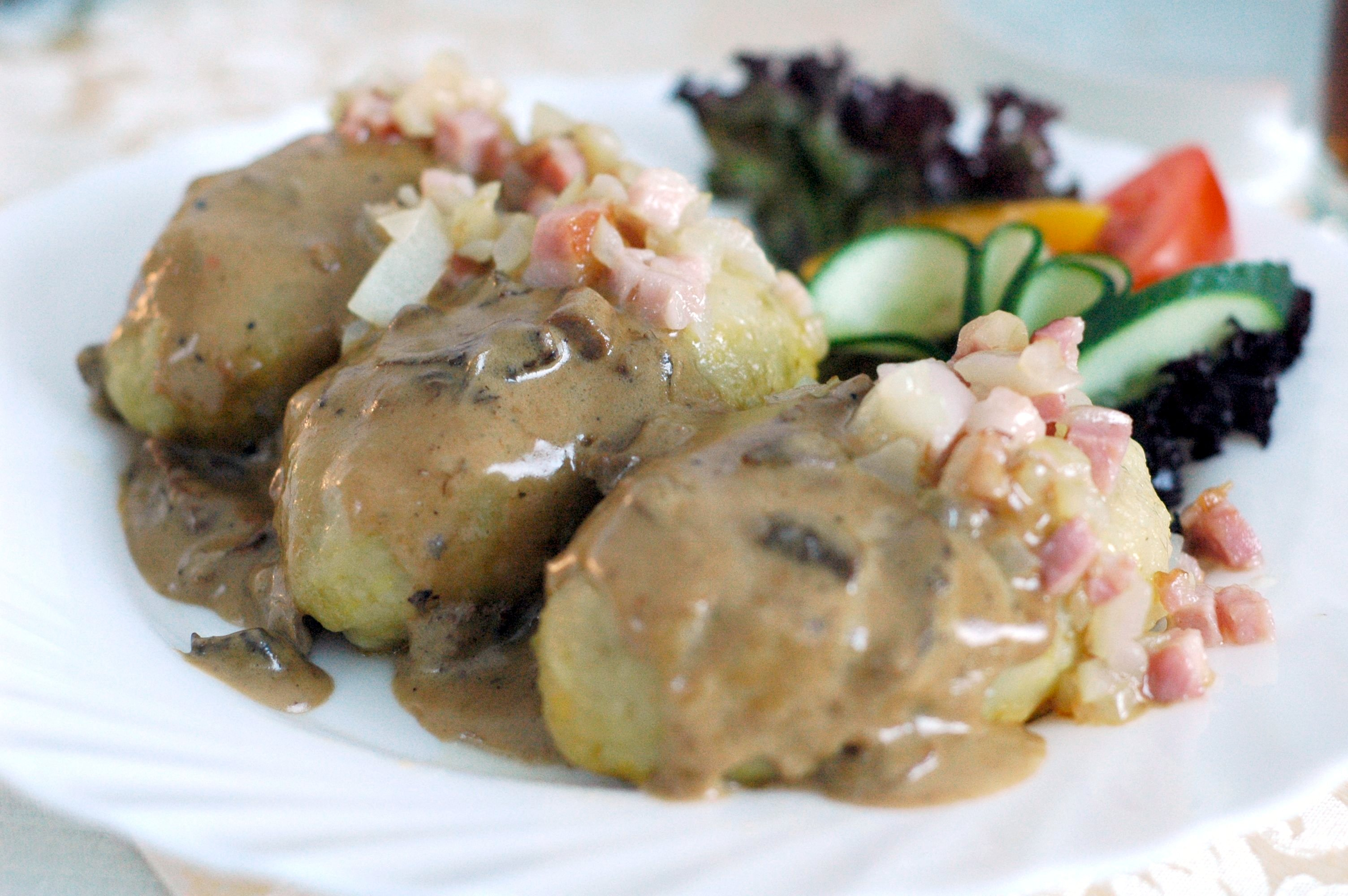
Uno dei piatti più iconici della cucina lituana, il cepelinai

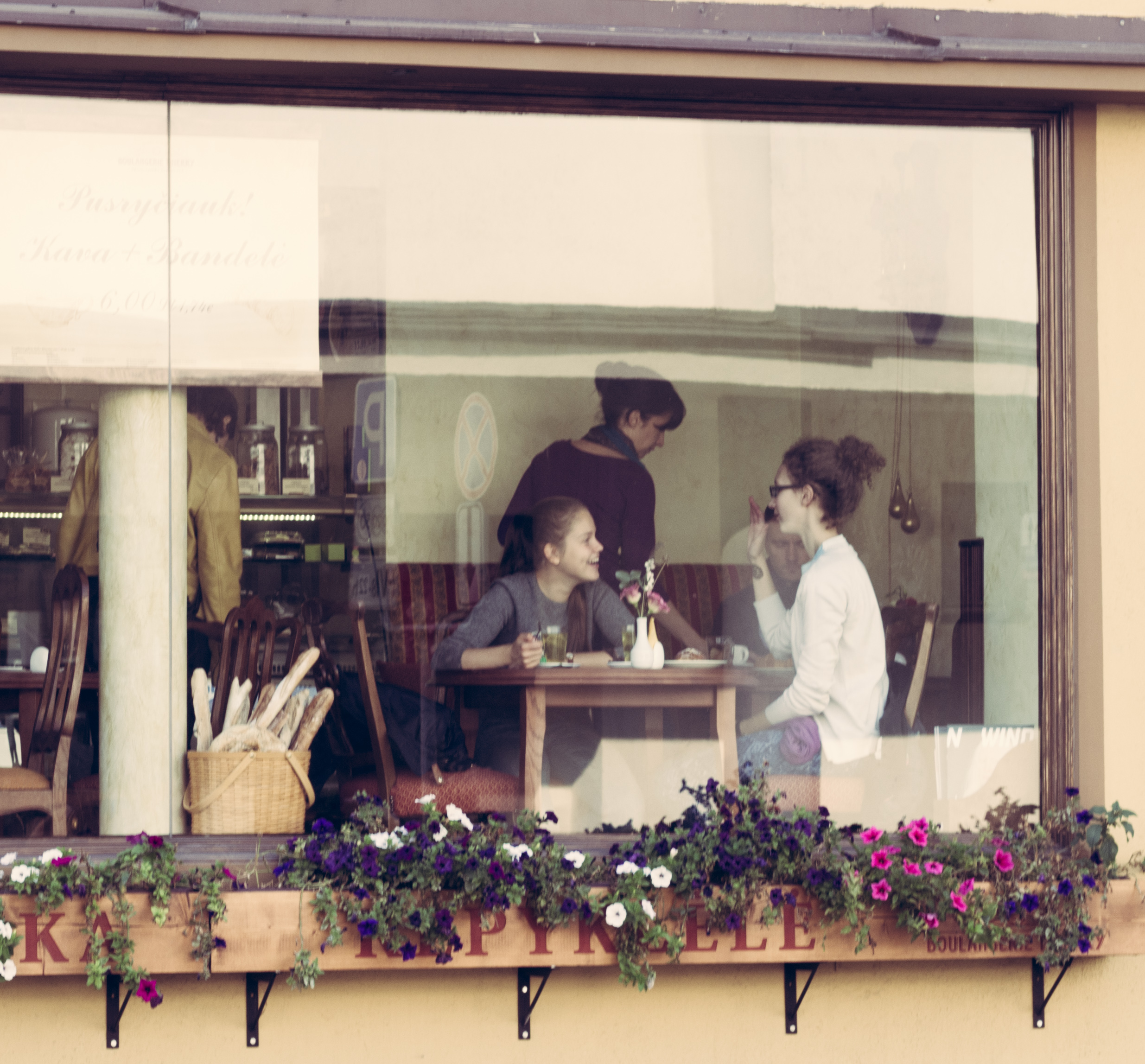
Un ristorante di Vilnius

La cucina lituana riflette della varietà delle classi sociali e dei popoli che hanno avuto contatti con la Lituania nel corso dei secoli. Le cucine ebraica, tedesca e polacca hanno influenzato notevolmente la dieta locale, di stampo contadino e basata su alimenti grassi. A seconda della regione di interesse si intravedono differenze in merito ai gusti e alle caratteristiche: nel sudest del paese si preferisce mangiare la carne salata, mentre nella Lituania centrale e occidentale si predilige la carne affumicata.
Grazie allo scambio colombiano, nel XVII secolo le patate raggiunsero l'impero russo, e di conseguenza la Lituania, divenendo presto l'alimento più diffuso della nazione. Nel 2008 la Lituania è risultata il primo paese dell'Unione europea per consumo pro capite di patate.

## Storia

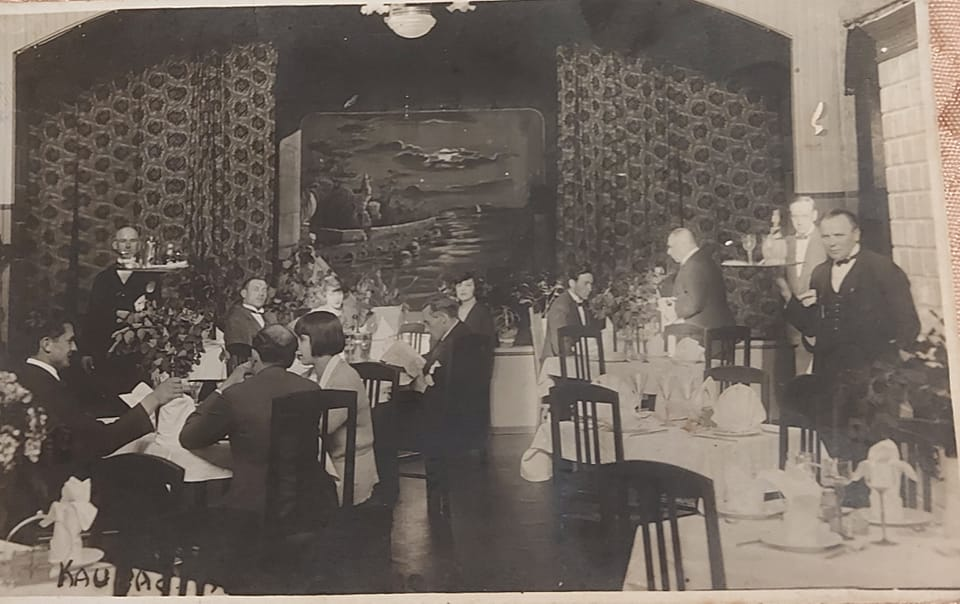
Un ristorante di Kaunas, anni trenta circa

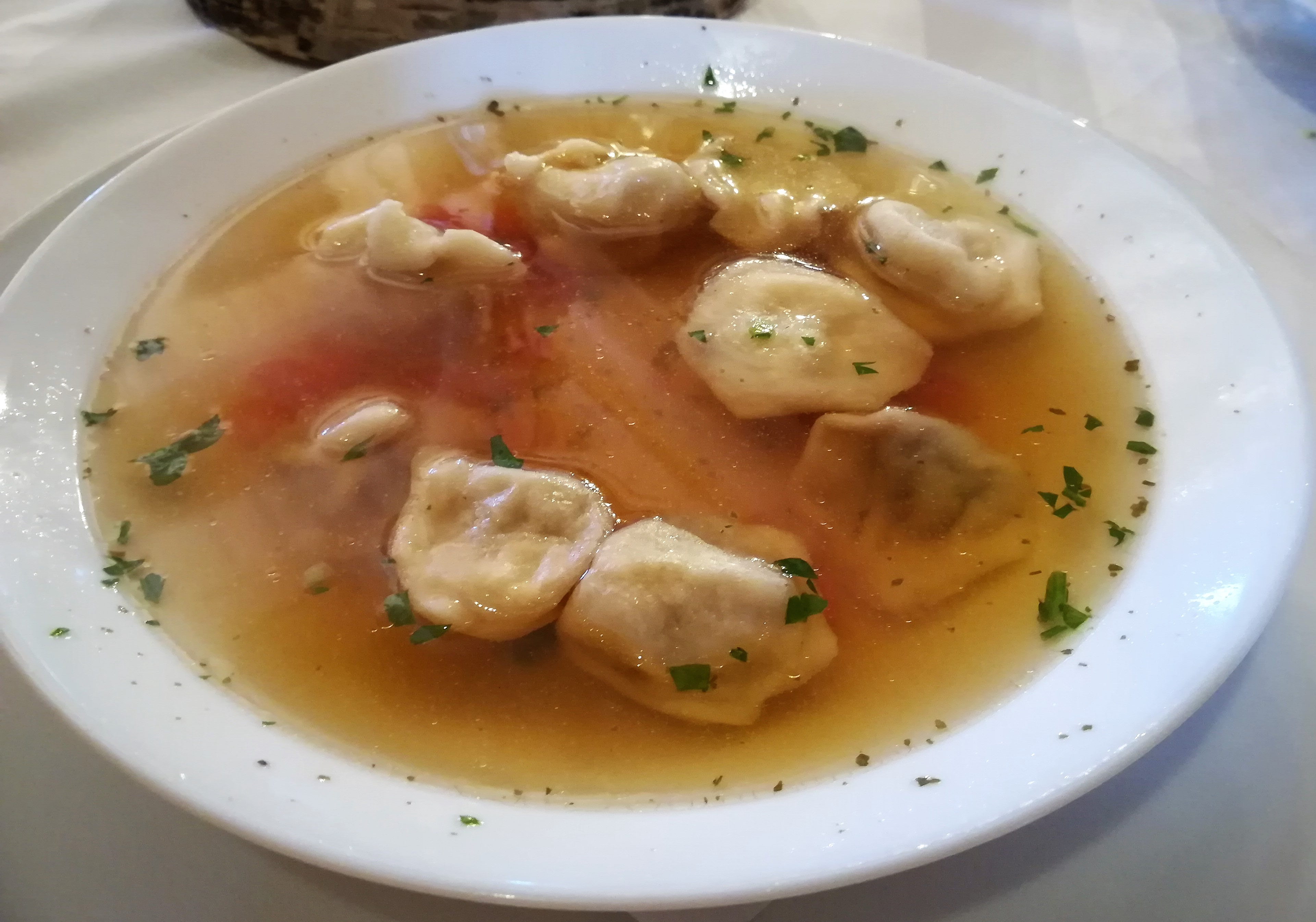
Kołduny in zuppa

L'antica vocazione agricola della Lituania ha fatto sì che sin dalle origini si consumassero alimenti grassi e poco sofisticati. L'odierna tradizione culinaria lituana iniziò a prendere forma nel XIV secolo, quando nell'allora Granducato di Lituania si insediarono diverse comunità dell'Europa occidentale, come i francesi, gli inglesi, i tedeschi, gli ebrei ashkenaziti e in seguito i polacchi e in misura minore i popoli del Nord Europa. Negli anni trenta del Novecento venne introdotta la cucina russa, che avrebbe dominato in tutta l'era sovietica a discapito della multiculturalità gastronomica che si era andata a formare nei secoli.
L'evoluzione della cucina lituana si può suddividere in due periodi: quello della vecchia cucina lituana (dal XIV al XVIII secolo) e quello della nuova cucina lituana (a partire da metà Ottocento). La caduta della Confederazione polacco-lituana alla fine del XVIII secolo e la conseguente sparizione della nobiltà segnò l'inizio di un nuovo stile culinario basato sulla tradizione contadina, che faceva affidamento su patate, carne, latticini e pane di segale. La reperibilità stagionale degli ingredienti garantiva una dieta a base di verdure e pesce d'estate e di carne di maiale d'inverno.
Nell'Ottocento crebbe l'interesse per una cucina più sofisticata, testimoniato da uno studio del nobile Łukasz Gołębiowski del 1830 che elencava una prima lista di piatti nazionali lituani, come il chołodziec (una zuppa fredda con verdure, panna acida, uova bollite, polpa di gamberi e altri condimenti), la wereszczaka (un sugo di carne con pancake), la boćwinka (zuppa di barbabietole), il półąski (petto di anatra affumicato), gli śliżyki (biscotti di Natale), i kołduny (ravioli ripienni), gli ołatki (muffin), i grzybek (pancake di uova e farina) ecc.
Le nobildonne Anna Ciundziewicka e Wincentyna Zawadzka furono autrici rispettivamente di Gospodyni litewska ("La casalinga lituana", 1848) e Kucharka litewska ("Cucina lituana", 1854), due libri che influenzarono ulteriormente gli stili culinari della nobiltà di Lituania, Podlachia e Bielorussia fino alla prima guerra mondiale. Negli anni novanta dell'Ottocento Liudvika Didžiulienė-Žmona pubblicò il primo libro di cucina lituana in lingua lituana, che venne poi tradotto da Zawadzka, mentre nel 1911 venne pubblicato un testo di cucina dalle sorelle Lazdynų Pelėda. Tutti questi manuali incoraggiavano le donne a cucinare secondo i gusti dell'ambiente borghese.
Nel periodo interbellico la cucina lituana si ispirò agli standard dell'Europa occidentale, soprattutto in merito ai valori nutrizionali. L'Associazione cattolica femminile del paese curava la rivista Moteris ("Madre") che nel 1935 pubblicò, tra le varie ricette, un libro a cura di Elena Repčipė-Starkienė scritto dal punto di vista di un nutrizionista. L'opera descrive dettagliatamente i piatti dei principali gruppi etnografici nazionali (Aukštaitija, Samogizia, Sudovia e Dzūkija) ed è ritenuta essere la prima ad aver offerto la ricetta dei famosi cepelinai.

## Caratteristiche
Le ricette lituane sono piuttosto semplici e fanno uso di pochi ingredienti. Abbondano i prodotti a base di amido come patate, barbabietole, cereali, farina e pane di segale, nonché carne (maiale in particolare), latticini, panna acida, formaggi, cumino e maggiorana. Rispetto alla cucina estone il pesce è più scarso e ciò è dovuto a un tratto costiero più piccolo in favore di una più ampia area boschiva. I funghi insaporiscono le zuppe, specie nel sud del paese.
In Lituania si distinguono 5 regioni etnografiche, ciascuna delle quali ha delle caratteristiche gastronomiche intrinseche. Nella Samogizia (nella Lituania sudoccidentale) sono diffusi i porridge come lo Žemaitiškas kastinys fatto con burro e crema che accompagna le patate bollite. In Aukštaitija, a nordest, sono diffusi i pancake e i piatti a base di varškė (cagliata), mentre nella Dzūkija si coltiva grano saraceno e si raccolgono funghi e frutti di bosco, ingredienti impiegati in varie pietanze locali. Nella regione settentrionale della Sudovia è diffuso il consumo di carne affumicata e di lardo bollito, mentre nell'area costiera della laguna dei Curi è diffuso il pesce.

### Piatti

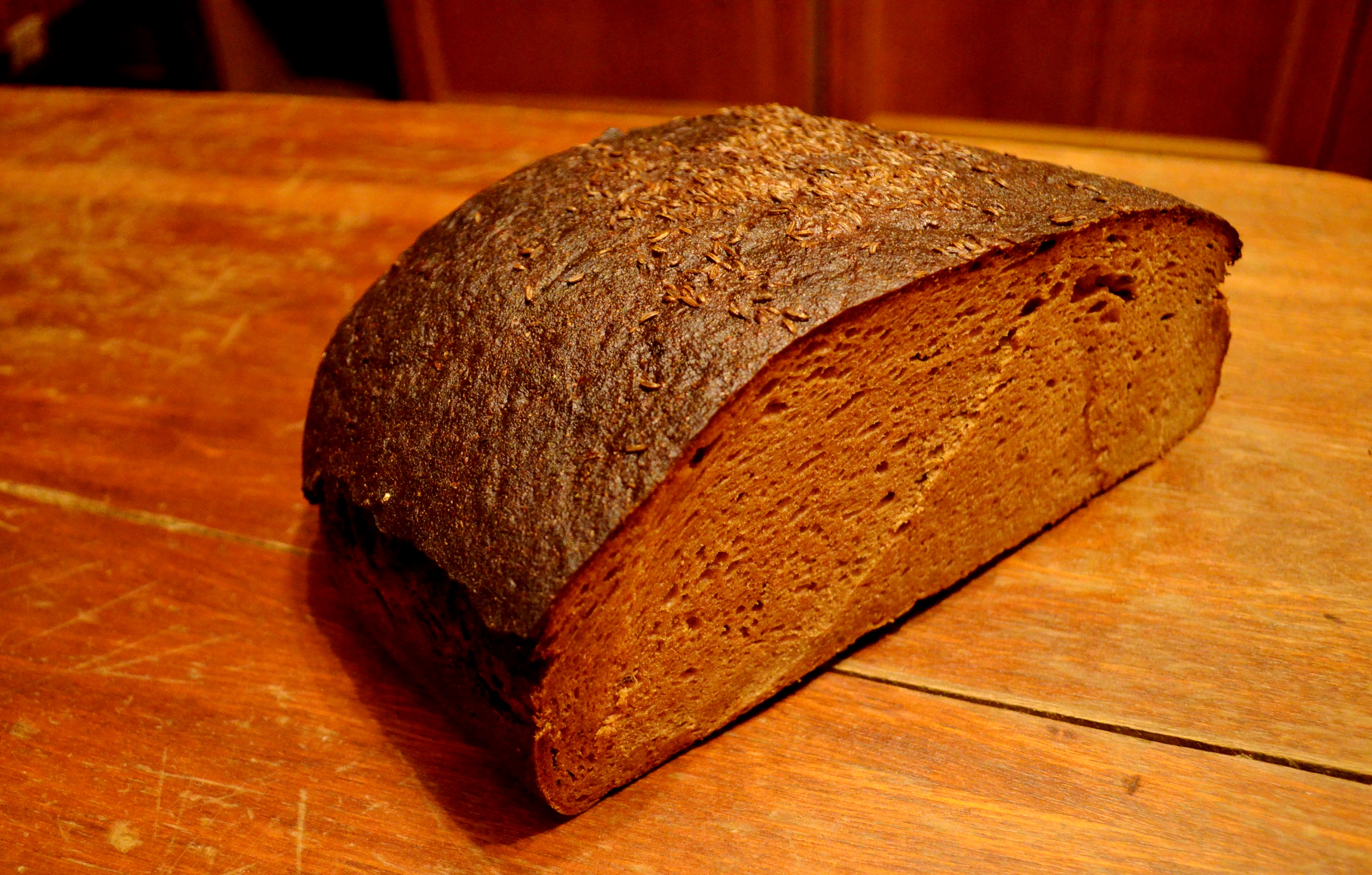
Pane di segale lituano

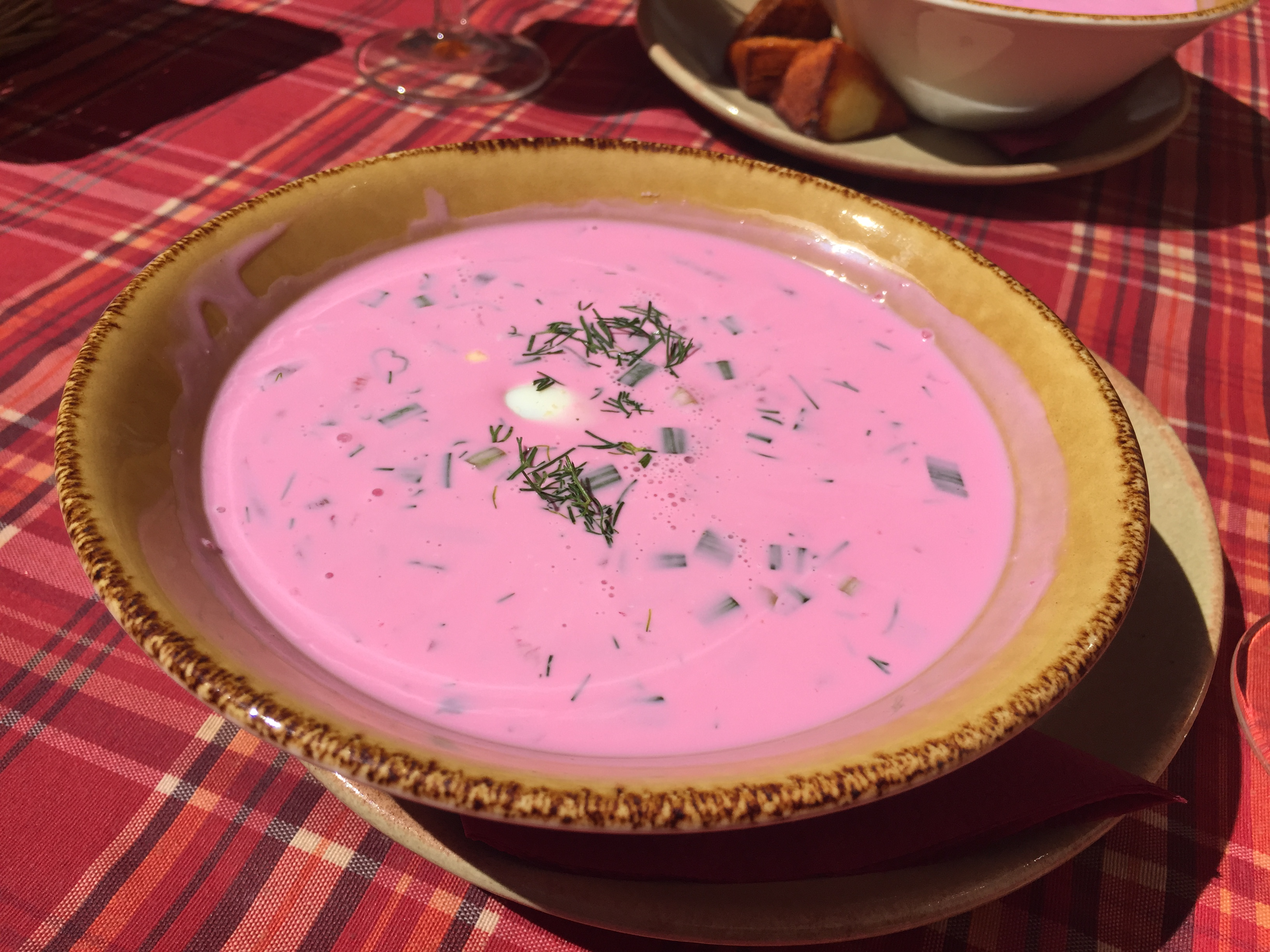
Šaltibarščiai

Le patate vengono impiegate in una grande varietà di piatti e possono essere cucinate in svariate forme. Una di queste pietanze è il cepelinai, un involtino di patate chiamato così in nome di Ferdinand von Zeppelin per via della forma allungata che ricorda un dirigibile da lui inventato. Altre specialità sono i Žemaičių blynai (le frittelle di patate, o Bulviniai blynai, della Samogizia ripiene di carne macinata o carote), il kugelis (o bulvių plokštainis, una torta di patate), gli švilpikai (delle crocchette di patate) e i kukuliai, degli gnocchi di patate rotondi che accompagnano la carne, il pesce o i fiocchi di latte.
Il pane è un alimento che accompagna ogni pasto, in particolare il pane di segale (Juoda duona). Tradizionalmente la lavorazione del pane era considerata sacra e veniva affidata alla donna più anziana della casa. Le superstizioni locali spingevano i lituani a non litigare durante la panificazione, in quanto ciò avrebbe causato la cattiva crescita dell'impasto. Agli ospiti inoltre veniva indicato di non lasciare l'abitazione prima che si concludesse l'intero processo di panificazione.
Alcune specialità di maiale risalgono al XVI secolo, come lo skilandis, un salume affumicato freddo riconosciuto nel gennaio 2010 specialità tradizionale garantita (STG). Il vėdarai è una salsiccia di intestini di maiale ripiena di patate e ciccioli e cotta nel forno, mentre i balandėliai sono i locali involtini di cavolo.
Le zuppe costituiscono una parte essenziale della dieta di molti lituani e vengono consumate quasi a ogni pranzo. Tra esse si citano la burokėlių sriuba (boršč) e il šaltibarščiai, una zuppa fredda a base di kefir, barbabietole e uova bollite caratterizzata da un colore rosa fluorescente.
In Lituania sono popolari due snack importati nel XIV secolo rispettivamente dalle comunità tatare e caraite, ovvero i čeburekai (degli impasti fritti ripieni di carne) e i kibinai (degli impasti ripieni di semi di papavero, montone, cipolla e cavolo). Un'altra specialità tipica sono i virtinuhcia (vareniki), dei ravioli che possono essere ripieni di formaggio, frutta, carne o funghi.

### Bevande
Le regioni settentrionali del paese sono note per la produzione di birra casalinga. Quest'ultima è la bevanda alcolica più diffusa nel paese e ivi viene prodotta dal XVI secolo. Essa risulta più forte e più dolce rispetto alle birre dell'Europa occidentale. Ogni città lituana possiede un proprio birrificio.
Il gira (kvas) è una bevanda tradizionale leggermente alcolica e fatta da pane di segale o da semi di cumino. Un altro drink popolare è la linfa di betulla aromatizzata al ribes nero. Il midus è il locale idromele fatto con miele ed erbe aromatiche.
In merito alla produzione vinicola, la Cantina Anyksciaia con sede nel centroest del paese è il più antico e più grande produttore di vino delle repubbliche baltiche.
Il latte è la bevanda analcolica più diffusa in Lituania, mentre tra le bevande calde il caffè domina di gran lunga sul tè.